# René Goupil
René Goupil, J. T. (Saint-Martin-du-Bois, 1608. május 15. – Auriesville, New York, 1642. szeptember 29.) francia jezsuita laikus misszionárius volt, aki röviddel halála előtt a Jézus Társasága laikus testvére lett. Ő volt a római katolikus egyház nyolc észak-amerikai mártírja közül az első, aki megkapta a vértanúság koronáját, és az első kanonizált, katolikus mártír Észak Amerikában.

## Élete
Goupilt, Hipolite Goupil és Luce Provost fiát 1608. május 15-én keresztelték meg Angers közelében, St-Martin-du-Bois-ban. Orléansban sebészként dolgozott, amíg 1639. március 16-án be nem lépett a Jézus Társaság (jezsuiták) noviciátusába Párizsban. Süketsége miatt azonban el kellett hagynia a noviciátust.
Goupil önként vállalkozott arra, hogy laikus misszionáriusként szolgáljon a jezsuitáknak. 1640-ben megérkezett Új-Franciaországba. 1640 és 1642 között a Québec melletti Saint-Joseph de Sillery misszióban szolgált, ahol a kórházban a betegek és sebesültek gondozása volt a feladata. Munkája elsősorban sebek kötözéséből és köpölyözésből állt.
1642. augusztus elején Goupil Huron misszióba utazott körülbelül negyven másik személlyel, köztük több huron főnökkel és Isaac Jogues jezsuita atyával. Pár nappal később a mohawkok elfogták és Ossernenon legkeletibb falujába vitték (kb. 9 mérföldnyire nyugatra a mai Auriesville-től, New York államban), majd megkínozták őket. Szent Mihály arkangyal ünnepén, 1642. szeptember 29-én, miután megtanította egy mohawk fiúnak a kereszt jelét, Goupilt megölték egy, a fejére mért tomahawkütéssel. A vértanúságot elszenvedve, halálában Jézus szent nevét mondta ki. Fr. Jogues jelen volt, és feloldozást adott Goupil számára, mielőtt eltávozott volna. Mielőtt vértanúvá vált volna, Goupil vallásos fogadalmakat tett mint jezsuita laikus testvér Fr. Jogues előtt. A Goupilt kísérő 24 huron közül sokan megkeresztelkedett katolikus megtérők voltak. A mohawkok hagyományos ellenségeiként, az irokéz rituáléknak megfelelően lassan megkínozták, mielőtt megölték őket.

## Tisztelete
Goupilt Kanada első jezsuita mártírjaként tisztelik, és a jelenlegi Egyesült Államok területének három mártírjának egyikeként. 1930. június 29-én XI. Piusz pápa a másik hét kanadai mártírral vagy „észak-amerikai mártírral” együtt szentté avatta. Ő az aneszteziológusok védőszentje.
A New York állambeli Bronxban lévő Fordham Egyetem Rose Hill-i campusán egy újonc kollégium, a Martyrs' Court három szekcióval rendelkezik, amelyeket a három amerikai mártírszent után nevezték el: René Goupil, Isaac Jogues és Jean Lalande. Goupilt a Camp Ondessonk katolikus ifjúsági táborban is tiszteltetik, ahol egy egységet nevezték el róla.

## Fordítás
- Ez a szócikk részben vagy egészben  a   René Goupil című angol Wikipédia-szócikk ezen változatának fordításán alapul.  Az eredeti cikk szerkesztőit annak laptörténete sorolja fel. Ez a jelzés csupán a megfogalmazás eredetét és a szerzői jogokat jelzi, nem szolgál a cikkben szereplő információk forrásmegjelöléseként.